# Юдовский, Владимир Григорьевич
Влади́мир Григо́рьевич Юдо́вский (3 [15] августа 1880 или 1880, Новогеоргиевск, Херсонская губерния — 24 октября 1949, Москва) — участник революционного движения в Российской империи, революции в России и гражданской войны на Украине, председатель Совнаркома Одесской советской республики в январе-марте 1918 года. Профессор исторического факультета Московского государственного университета (МГУ), историк партии.

## Биография
Родился в Новогеоргиевске Херсонской губернии в семье лесопромышленника.
Будучи учащимся фельдшерской школы в Воронеже с 1897 стал участником социал-демократического движения, член РСДРП с 1903. В 1906 — член Тульского комитета РСДРП. Арестован 14 июля 1910 года. По приговору суда выслан под гласный надзор полиции в Алчевск, где накануне первомайских праздников 1912 года вновь арестован как один из руководителей Луганской большевистской организации. Повторное наказание — ссылка в Яренск Вологодской губернии (ныне — районный центр Ленского района Архангельской области). После ссылки 11 января 1914 года Юдовский выезжает за границу и оказывается во Франции, где становится слушателем партийной школы в Лонжюмо.
Во времена Февральской революции с 6 марта 1917 года Юдовский — член Совета рабочих и солдатских депутатов Нижнеудинска, но уже в апреле того же года активно занимается революционной деятельностью в Петрограде, где избирается в петроградский комитет РСДРП от Василеостровской организации. В сентябре после подавления Корниловского мятежа командирован во главе группы из 13 большевиков в Одессу.
В октябре 1917 г. — Член Одесского областного комитета РСДРП(б), активный корреспондент газеты большевистской социал-демократии Одессы «Голос Пролетария», которая просуществовала вплоть до оккупации австрийско-немецкой войсками и большевистской (с 12 октября 1917 года) газеты «Солдатская мысль», издававшейся в 49-м запасном пехотном полку.
На II съезде ЦИК Румчерод, что собирался с 10 по 22 декабря 1917 года, избран председателем. По его инициативе была переизбрана редакция газеты «Голос революции» — органа Румчерод — в составе трёх большевиков и двух левых эсеров. Один из организаторов и руководителей Одесского Январского восстания большевиков, анархистов и левых эсеров, председатель военно-революционного комитета. Принимал участие в провозглашении Одесской Советской Республики. С 18 января 1918 года занимал должность председателя Одесского Совнаркома.
После эвакуации из Одессы в марте 1918 года Юдовский как заместитель председателя Высшей военной инспекции возглавляет её политическую секцию. На этом посту за полгода он трижды инспектирует воинские подразделения, главным образом на приграничных с Украиной территориях — в Курске, Орле и Воронеже.
С весны 1918 — в Москве, член губкома РКП(б).
В ноябре 1919 года в Средней Азии в поддержку революционной деятельности была направлена группа большевиков, в состав которой вошёл Владимир Юдовский. С января по март 1920 года, как политический руководитель, он возглавил агитационный поезд «Красный Восток». Затем некоторое время работает редактором коммунистической газеты «Кызыл Байрок» («Красное знамя»).
После основания 8 октября 1920 года Бухарской Народной Советской Республики занимает должность секретаря Ташкентского городского комитета, а с 5 апреля 1922 года входит в состав Киргизского бюро ЦК РКП(б).
В 1920-22 — секретарь Сырдарьинского губкома, член ЦК КП(б) Туркестана.
В 1922 — делегат XI съезда РКП(б) от Семипалатинской партийной организации.
С 1923 — на преподавательской работе в Москве, в Коммунистическом университете им. Я. М. Свердлова, после реогранизации которого от 1934 по 1937 года возглавляет кафедру истории ВКП(б) в Московском институте философии, литературы и истории (МИФЛИ). Когда в декабре 1941 года исторические факультеты МИФЛИ и МГУ объединились, Юдовский становится профессором Московского государственного университета (МГУ). Это событие произошло в Ашхабаде, куда к тому времени оба учебные заведения были эвакуированы (в воспоминаниях студента мехмата МГУ 1936—1941 годов Я. Бермана указано, что Юдовский читал им историю ВКП(б), то есть он преподавал в МГУ до 1941 года).
После реэвакуации в Москву в 1944 году Юдовский был награждён орденом «Знак Почёта». В то время он один из немногих, кто не отказался преподавать историю ВКП(б) Светлане Аллилуевой, дочери Сталина. Как вспоминал Григорий Свирский, умер Владимир Юдовский в 1949 году от инфаркта, случившегося прямо на лекции во время спора о космополитизме и сионизме.

Профессор-историк Юдовский, больной старый человек, во время лекции, на которой я присутствовал, назвал игрища вокруг «еврейства» Билецкого своим именем; его сразу же окрестили буржуазным националистом, воинствующим сионистом и ещё чем-то, и он умер от инфаркта.